# 何塞·安东尼奥·蒙特罗
何塞·安东尼奥·蒙特罗（西班牙語：José Antonio Montero，1965年1月3日—），西班牙男子篮球运动员。他曾代表西班牙国家队参加1990年国际篮联世界锦标赛和1988年夏季奥林匹克运动会。